# Острова (периферийная единица)
Острова (греч. Περιφερειακή Ενότητα Νήσων) — одна из периферийных единиц Греции. Является региональным органом местного самоуправления и частью административного деления. По программе «Калликратис» с 2011 года входит в периферию Аттика. Включает в себя часть бывшей номархии Пирей, острова Ангистрион, Идра, Порос, Саламин, Спеце, Эгина в заливе Сароникос, острова Андикитира и Китира в Ионическом море и общину Тризиния-Метана на полуострове Пелопоннесе.
Административный центр — город Саламин на острове Саламин.
Население Островов — 74 651 житель по переписи 2011 года, площадь — 878,965 квадратного километра, плотность — 84,93 человека на квадратный километр.
Возглавляет Острова антиперифериарх Хадзиперос Панайотис (Χατζηπέρος Παναγιώτης).

## Административно-территориальное деление
Периферийная единица Острова делится на 8 общин:
| Община          | Население (2011), человек | Площадь, км² | Плотность, чел./км² |
| --------------- | ------------------------- | ------------ | ------------------- |
| Ангистрион      | 1142                      | 13,367       | 85,43               |
| Идра            | 1966                      | 64,443       | 30,51               |
| Китира          | 4041                      | 300,023      | 13,47               |
| Порос           | 3993                      | 49,582       | 80,53               |
| Саламин         | 39 283                    | 96,161       | 408,51              |
| Спеце           | 4027                      | 27,121       | 148,48              |
| Тризиния-Метана | 7143                      | 240,858      | 29,66               |
| Эгина           | 13 056                    | 87,410       | 149,37              |